# Cố Đàm
Cố Đàm (giản thể: 顾谭; phồn thể: 顧譚; bính âm: Gu Tan; 205 – 246), tự Tử Mặc (子默), là quan viên, tướng lĩnh Đông Ngô thời Tam Quốc trong lịch sử Trung Quốc.

## Cuộc đời
Cố Đàm quê ở huyện Ngô, quận Ngô, Dương Châu, là con trai của Cố Thiệu, cháu nội của đại thần Cố Ung. Cố Đàm sinh vào khoảng năm Kiến An thứ 10 (205).
Năm 229, Tôn Đăng được lập làm Thái tử. Cố Đàm cùng Gia Cát Khác, Trương Hưu, Trần Biểu trở thành liêu hữu của Thái tử, giữ chức Phụ chính Đô úy. Cố Đàm mới bước vào quan trường, liền dâng thư trần thuật. Tôn Quyền thường gọi Đàm đến cùng dùng bữa, nhiều lần khen ngợi, cho rằng Đàm hơn xa Từ Tường. Nhận thấy tài năng Cố Đàm nên Tôn Quyền đối xử với Đàm vô cùng hậu đãi, nhiều lần ban thưởng cũng như gặp mặt riêng.
Trong những năm Xích Ô (238–251), Cố Đàm thay Gia Cát Khác giữ chức Tiết độ. Khi đọc hồ sơ, sổ sách, Đàm chỉ cần tính nhẩm là có thể phát hiện ra sai lầm, được thuộc hạ bội phục. Sau đó, Cố Đàm được bổ nhiệm làm Phụng xa Đô úy.
Khoảng 240–242, Tuyển tào Thượng thư Tiết Tống khi đó đã lớn tuổi, lại kiêm chức Thái tử Thái phó, xin nhường lại chức quan cho Cố Đàm. Tôn Quyền không đồng ý. Tống chết vào năm 243.
Năm 243, ông nội Cố Ung chết. Mấy tháng sau, Cố Đàm được bổ nhiệm làm Thái thường, thay thế Cố Ung làm Thượng thư.
Khoảng 243–245, Vệ tướng quân Toàn Tông tố cáo Trương Hưu cùng em trai của Đàm là Cố Thừa cấu kết với Điển quân Trần Tuân khuếch đại chiến công đánh Ngụy ở Thược Pha (241). Trương Hưu, Cố Thừa bị đày đến Giao Châu. Cố Đàm cũng chịu liên lụy mà bị giam giữ. Tôn Quyền coi trọng Cố Đàm, chỉ cần Đàm xin lỗi thì sẽ phóng thích, phục hồi quan chức. Nhưng Cố Đàm lại công khai chỉ trích Tôn Quyền, bị khép tội bất kính, chịu hình phạt xử tử. Tôn Quyền vì nể mặt Cố Ung mà tha cho Cố Đàm khỏi tội chết, chỉ đem lưu đày.
Cố Đàm bị đày đến Giao Châu, phẫn hận mà viết 20 cuốn Tân ngôn (新言), sang năm sau thì chết, thọ 42 tuổi.

## Trong văn hóa
Cố Đàm không xuất hiện trong tiểu thuyết Tam quốc diễn nghĩa của La Quán Trung.